# Happy Valley (Fraser Island)

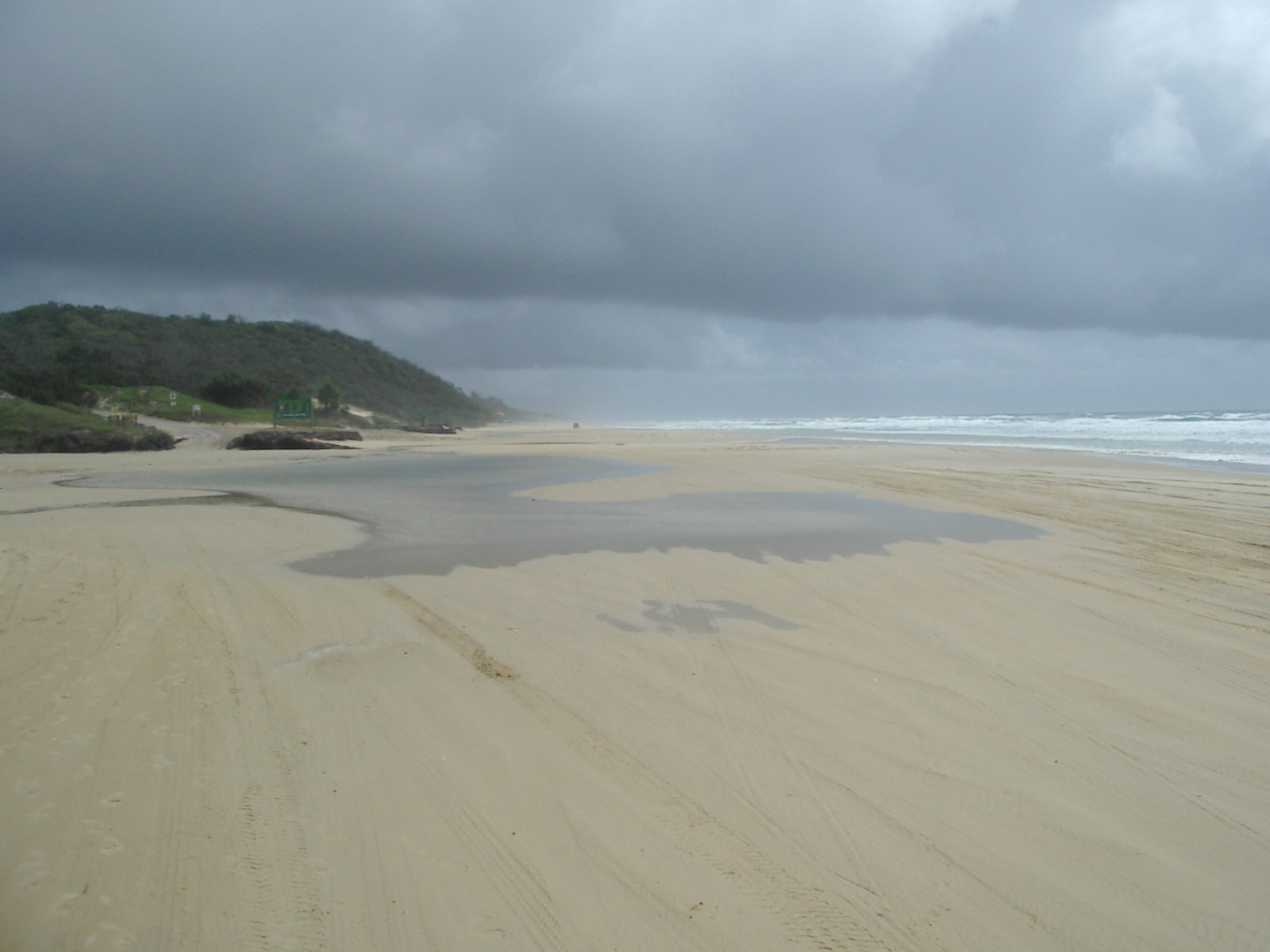
Strand bei Happy Valley

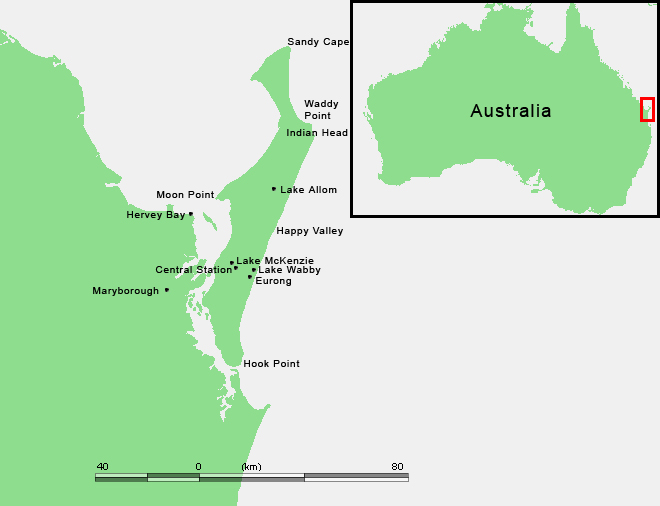
Lage von Happy Valley auf K’gari

Das Happy Valley ist eine Ferienkolonie auf K’gari, dem ehemaligen Fraser Island, in Queensland, Australien. Die Town of Happy Valley liegt im Parish of Moonbi.

## Geografie
Die Ansammlung von Ferienunterkünften liegt an der Ostküste der Insel am 75 Miles Beach etwa 200 Meter vom Strand entfernt. Zum Lake Garawongera sind es etwa 4,8 Kilometer, zum Wrack des ehemaligen Luxusliners S.S. Maheno rund 17,3 Kilometer, nach Eli Creek 5,25 Kilometer und zum Lake McKenzie 37,3 Kilometer.
Sanddünen schirmen Happy Valley von den Seewinden ab.

## Touristische Information
Happy Valley bietet Touristen Unterkünfte und Verpflegungsmöglichkeiten. Es gibt auch eine Tankstelle für Diesel und Benzin und einen Einkaufsladen. Erreichbar ist der Ort nur durch allradangetriebene Fahrzeuge über Sandpisten.
In Happy Valley befindet sich die Notfallstation der Insel.